# Schiffermuelleria
Schiffermuelleria är ett släkte av fjärilar som beskrevs av Jacob Hübner 1825. Schiffermuelleria ingår i familjen praktmalar, (Oecophoridae).

## Dottertaxa tillSchiffermuelleria, i alfabetisk ordning[1][2]
- Schiffermuelleria albilabris
- Schiffermuelleria albimaculea
- Schiffermuelleria albocinctella
- Schiffermuelleria albomaculella
- Schiffermuelleria amasiella
- Schiffermuelleria angustella
- Schiffermuelleria antidectis
- Schiffermuelleria argentidisca
- Schiffermuelleria augustella synonym till Denisia angustella
- Schiffermuelleria bifasciella
- Schiffermuelleria bisinuella
- Schiffermuelleria bruandella
- Schiffermuelleria coeruleopicta
- Schiffermuelleria conchylidella
- Schiffermuelleria corsicella
- Schiffermuelleria dimidiella
- Schiffermuelleria diminutella
- Schiffermuelleria einsleri
- Schiffermuelleria engadinella
- Schiffermuelleria funestella
- Schiffermuelleria grandis
- Schiffermuelleria graslinella
- Schiffermuelleria haasi
- Schiffermuelleria helminthias
- Schiffermuelleria heptalitha
- Schiffermuelleria jantharica
- Schiffermuelleria latoniella
- Schiffermuelleria leucochrysella
- Schiffermuelleria luctuosella
- Schiffermuelleria moestella
- Schiffermuelleria obolaea
- Schiffermuelleria orthophanes
- Schiffermuelleria osthelderi
- Schiffermuelleria pedicata
- Schiffermuelleria pictipennis
- Schiffermuelleria procerella
- Schiffermuelleria quadrimaculella
- Schiffermuelleria ragonotella
- Schiffermuelleria reducta
- Schiffermuelleria rhaetica
- Schiffermuelleria rostrigera
- Schiffermuelleria sardiniella
- Schiffermuelleria sardiophanes
- Schiffermuelleria schaefferella
- Schiffermuelleria schmidii
- Schiffermuelleria splendidella
- Schiffermuelleria splendidula
- Schiffermuelleria stauderella
- Schiffermuelleria stroemella
- Schiffermuelleria taboga
- Schiffermuelleria tetractis
- Schiffermuelleria trimaculella
- Schiffermuelleria tripuncta
- Schiffermuelleria tripunctella
- Schiffermuelleria trisignella
- Schiffermuelleria venturellii
- Schiffermuelleria zelleri